# Scottish National League 2016/17
Die Saison 2016/17 war die Austragung der höchsten schottischen Eishockeyliga, der Scottish National League. Die Ligadurchführung erfolgt durch die Scottish Ice Hockey, den schottischen Verband unter dem Dach des britischen Eishockeyverbandes Ice Hockey UK.

## Modus
Zunächst spielten alle Mannschaften eine einfache Runde mit Hin- und Rückspiel. Die besten Acht erreichten die Play-offs.

## Teilnehmer
| Mannschaft             | Stadt      | Vorjahresplatzierung   | Heimarena             | Kapazität |
| ---------------------- | ---------- | ---------------------- | --------------------- | --------- |
| Aberdeen Lynx          | Aberdeen   | Meister                | Linx Ice Arena        | 1.100     |
| Dundee Comets          | Dundee     | Vizemeister            | Dundee Ice Arena      | 2.300     |
| Kirkcaldy Kestrels     | Kirkcaldy  | Halbfinalist           | Fife Ice Arena        | 3.280     |
| Paisley Pirates        | Paisley    | Halbfinalist           | Braehead Arena        | 4.000     |
| Dundee Tigers          | Dundee     | Viertelfinalist        | Dundee Ice Arena      | 2.300     |
| Edinburgh Capitals SNL | Edinburgh  | Viertelfinalist        | Murrayfield Ice Rink  | 3.800     |
| Moray Typhoons         | Elgin      | Viertelfinalist        | Moray Leisure Centre  |           |
| North Ayrshire Wild    | Stevenston | Viertelfinalist        | Auchenharvie Ice Rink |           |
| Kilmarnock Storm       | Kilmarnock | 10. Platz (Hauptrunde) | Galleon Centre        |           |

## Hauptrunde
| Platz | Mannschaft             | Spiele | S  | U | N  | Tore   | Punkte |
| ----- | ---------------------- | ------ | -- | - | -- | ------ | ------ |
| 1.    | Paisley Pirates        | 16     | 12 | 3 | 1  | 104:30 | 27     |
| 2.    | Aberdeen Lynx          | 16     | 11 | 4 | 1  | 98:40  | 26     |
| 3.    | Dundee Comets          | 16     | 11 | 2 | 3  | 81:43  | 24     |
| 4.    | Kirkcaldy Kestrels     | 16     | 9  | 1 | 6  | 86:56  | 19     |
| 5.    | Edinburgh Capitals SNL | 16     | 6  | 3 | 7  | 56:67  | 15     |
| 6.    | Moray Typhoons         | 16     | 6  | 0 | 10 | 53:80  | 12     |
| 7.    | Dundee Tigers          | 16     | 4  | 3 | 9  | 50:64  | 11     |
| 8.    | North Ayrshire Wild    | 15     | 2  | 2 | 11 | 29:90  | 6      |
| 9.    | Kilmarnock Storm       | 15     | 1  | 0 | 14 | 36:123 | 2      |

## Weblink
- Scottish National League 2016/17 auf stats.malcolmpreen.co.uk